# راه لنین
راه لنین جماعت و شهرکی در جنوب غربی کشور تاجیکستان است که در ناحیهٔ وخش ولایت ختلان قرار دارد. جمعیت این جماعت ۱۶۳۲۳ است.